# عصب بویایی
عصب بویایی (به انگلیسی: Olfactory nerve) اولین زوج از میان دوازده زوج عصب مغزی است. این عصب جزئی از دستگاه بویایی است. عصب بویایی فاقد هسته بوده و مسیر کوتاهی در دستگاه عصبی مرکزی دارد؛ گیرنده‌های حسی بویایی در غشاء مخاط بویایی که یک ناحیه اختصاصی به وسعت ۵/۲ سانتی‌متر در هر غشاء مخاط بینی است، قرار دارند. این گیرنده‌ها به رایحه‌های مختلف، پاسخ‌های گوناگون می‌دهند. پیام‌های بویایی برخلاف اطلاعات حسی دیگر از تالاموس عبور نمی‌کنند. عصب بویایی رابطه مستقیمی با ناحیه عصب بینایی دارد، وهمینطور بخش تکامل خاطرات. بدین ترتیب که آن هنگام که رایحه ای به مشام برسد ومنشا رایحه دیده نشودبلافاصله تصویر منشارایحه ساخته و به محل مورد نظر در مغز تفهیم می‌شود. طبق آزمایشاتی که روی ۱۰ داوطلب انجام شدمشخص شد مشام آن‌ها می‌تواند رایحه‌هایی را در نظر بیاورد که قبلاً دیده ولمسشان کرده اندویا با آن منشأ خاطراتی داشتنه‌اند. سلول‌های اعصاب بویایی و همچنین شکنج دندانه ای هیپوکامپ، تنها بخشی از دستگاه عصبی هستند که در کل طول عمر رشد و تکثیر پیوستهٔ سلول‌ها را دارند.

## مسیر عصب بویایی
نورون‌های بویایی از اپی تلیوم بویایی واقع در قسمت فوقانی حفره بینی شروع می‌شوند. این نورون‌ها دوقطبی بوده که در میان اپی تلیوم بویایی انتشار می‌یابند و حاوی گیرنده‌های حساس بویایی هستند. آکسون‌های نورون‌های دو قطبی، عصب بویایی را می‌سازند. رشته‌ها (آکسون‌ها) ی عصب بویایی در پیاز بویایی خاتمه می‌یابند. دو پیاز بویایی به وسیلهٔ رابط پیشین (قدامی) با یکدیگر نیز ارتباط دارند. آکسون‌های عصب بویایی از طریق صفحه غربالی استخوان پرویزنی(Ethmoid) به حفره جمجمه وارد شده که در پیاز بویایی پایان می‌یابند. پیاز بویایی یک توده عصبی بیضی شکل به طول ۱۲ میلی‌متر و عرض ۵ میلی‌متر است که بر روی تیغه غربالی استخوان پرویزنی تکیه کرده و آکسون‌های عصب بویایی به سطح تحتانی آن وارد می‌شوند. دو پیاز بویایی که در ارتباط با زوج یکم مغزی هستند، در کف لوب پیشانی قرار می‌گیرند.
آکسون‌های عصب بویایی فاقد میلین هستند. نورون‌های اولیه بویایی در حال نابودی و جایگزینی مداوم بوده و توسط سلول‌های پیش ساز اپی تلیوم بویایی جایگزین می‌شوند و این درحالی است که هیچ‌یک از نورون‌های دیگر در دستگاه عصبی توسط سلول‌های پیش ساز جایگزین نمی‌شوند.

## قشر بویایی
انتقال اطلاعات بویایی از پیاز بویایی به نیمکره‌های مغزی، از طریق راه بویایی صورت می‌گیرد. سلول قشری اصلی عبارت است از سلول میترال که دندریت آن‌ها وارد چندین گلومرول بویایی شده و حدود هزار آکسون نورون دوقطبی را دریافت می‌کند. آکسون سلول‌های میترال (همچنین سلول‌های کلافه‌ای) در راه بویایی قرار می‌گیرند و از طریق سه نوار خارجی، میانی و داخلی، وارد نواحی بویایی نیمکره‌های مغز می‌گردند. مسیر بویایی به مراکز عالی قشر مخ یک طرفه است، درحالی که راه‌های حسی دیگر به طرف قشر مغز به‌طور کامل یا اکثراً تقاطع می‌کنند.
قشر مخ بر اساس تکامل شامل آرکی کورتکس، پالئوکورتکس و نئوکورتکس است. آرکی کورتکس و پالئوکورتکس که در مجموع آلوکورتکس گفته می‌شود، مربوط به بویایی است. نواحی بویایی قشر مخ عبارتنداز:
- ناحیه بویایی خارجی (اولیه) که اکثر فیبرها در این قسمت پایان می‌یابند.
- ناحیه بویایی داخلی (ناحیه سپتال)
- ناحیه بویایی میانی